# 慕尼黑四季凯宾斯基酒店

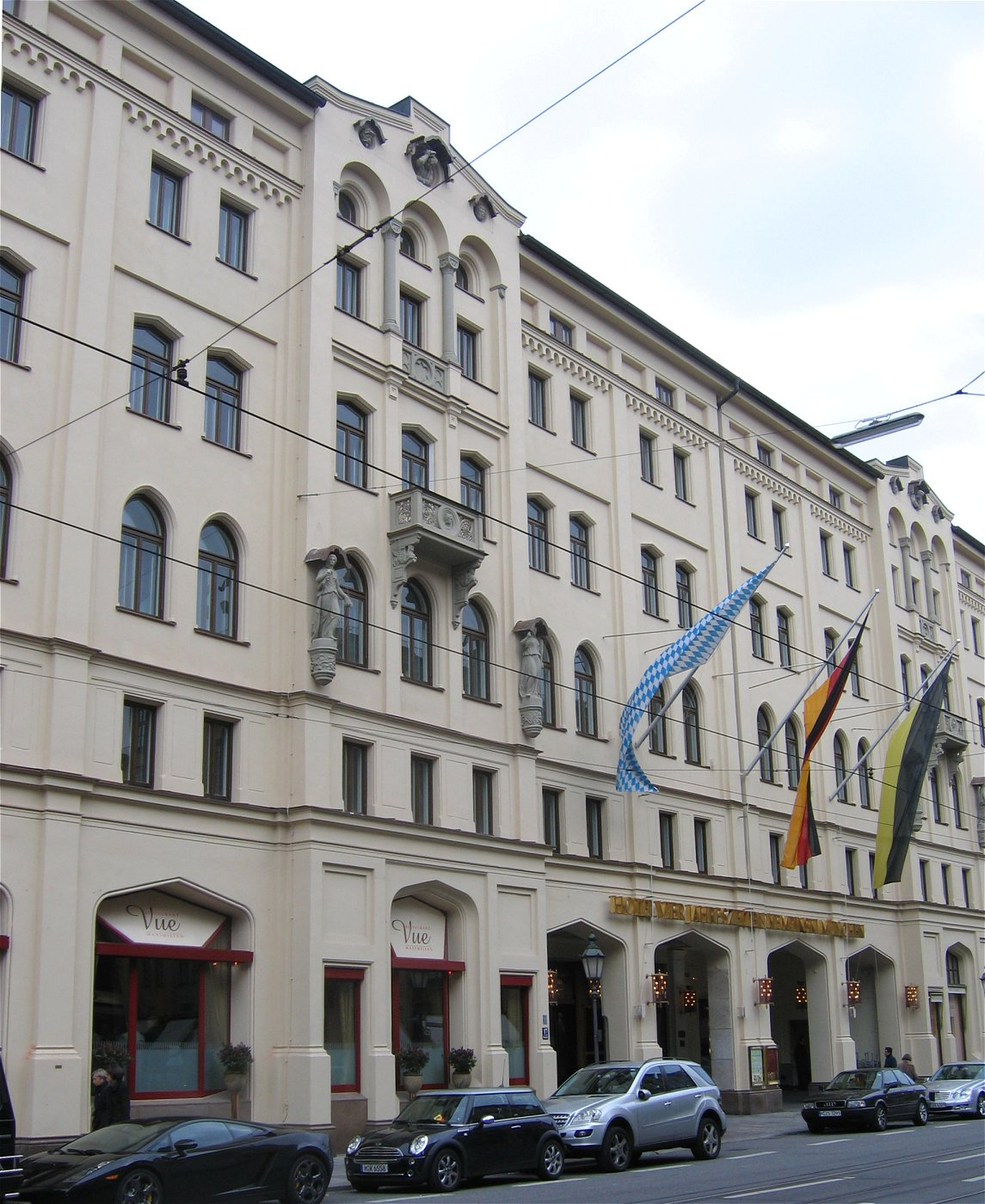

慕尼黑四季凯宾斯基酒店（Hotel Vier Jahreszeiten Kempinski München）是德国慕尼黑的一个五星级酒店，属于凯宾斯基酒店连锁酒店，是立鼎世酒店集团会员。它是在1858年开业，位于慕尼黑的中心马克西米利安大街17号。

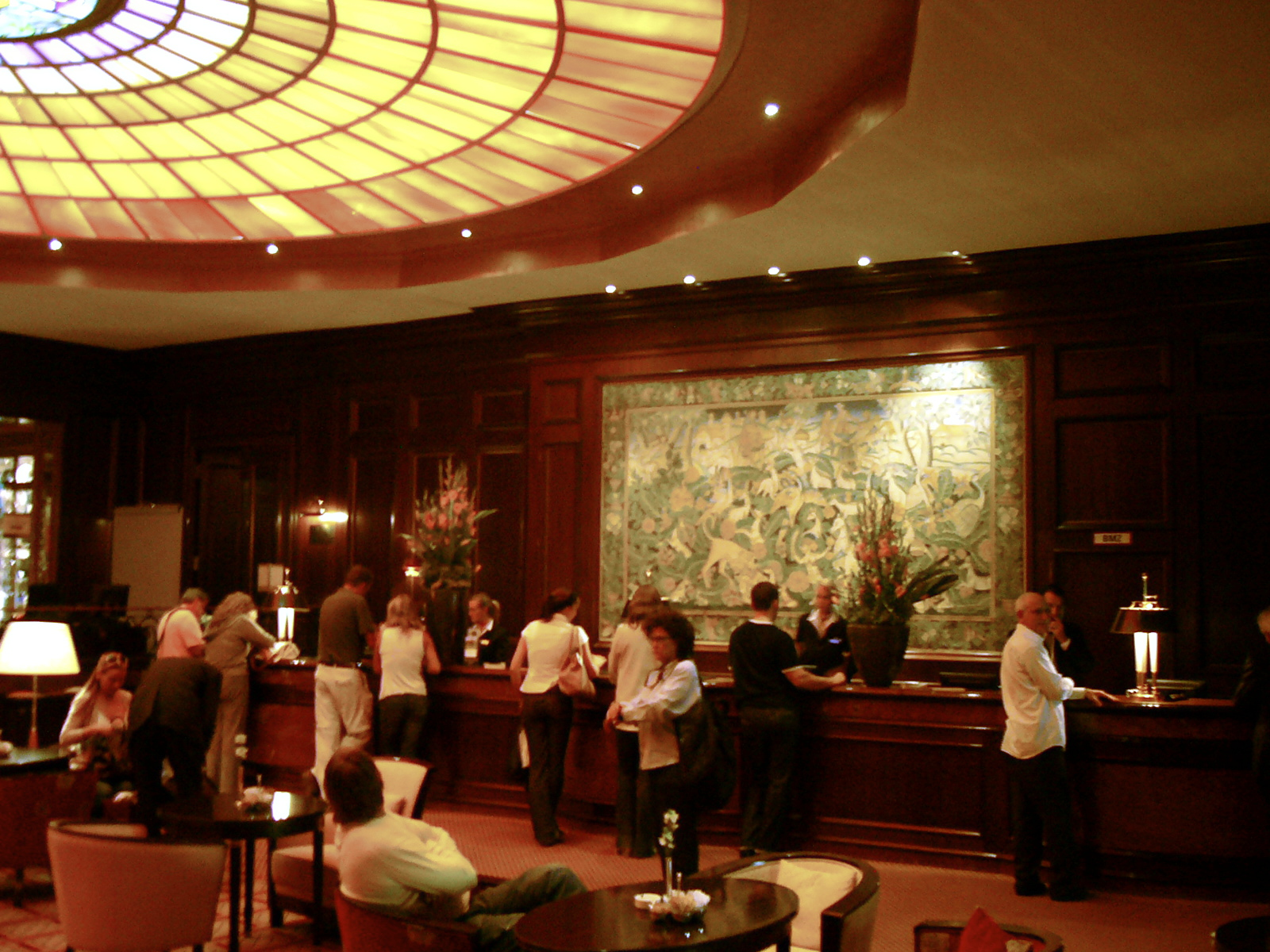